# Forze terrestri della Repubblica del Kazakistan
Le Forze terrestri della Repubblica del Kazakistan (in kazako Қазақстан Республикасының Құрлық әскерлері?, Qazaqstan Respublikasynyñ Qūrlyq äskerlerı) sono la componente terrestre delle Forze armate kazake.

## Storia
Fino al giugno 1969 il territorio della Repubblica Socialista Sovietica Kazaka apparteneva al Distretto Militare del Turkestan ma in seguito al conflitto di frontiera sino-sovietico e all'incidente di Tielieketi il Politburo del Comitato centrale del PCUS ricreò il Distretto Militare dell'Asia Centrale, soppresso nel luglio 1945, che comprendeva i territori della RSS Kazaka, della RSS Kirghisa e della RSS Tagika. Nel 1989 il Distretto Militare dell'Asia Centrale venne sciolto e tutte le unità appartenenti a tale Distretto vennero trasferite al Distretto Militare del Turkestan, la 57ª Brigata separata d'assalto aereo di stanza ad Aqtogay è stata sciolta e due divisioni di fucilieri motorizzati stanziate nel territorio kazako, la 155ª e la 203ª, sono state ridimensionate a depositi di attrezzature militari. Al momento della dissoluzione dell'Unione Sovietica nella RSS Kazaka erano schierate 4 divisioni di fucilieri motorizzati, 1 divisione corazzata, 1 brigata aviotrasportata, 1 brigata missilistica, 1 brigata missilistica antiaerea e 2 reggimenti di artiglieria.
Le Forze armate del Kazakistan sono state istituite il 7 maggio 1992 e includevano tutte le formazioni della Sovetskaja Armija di stanza in Kazakistan al momento della dissoluzione dell'URSS ad eccezione delle Forze missilistiche strategiche, dell'aviazione strategica e delle unità spaziali.
Il 9 aprile 1993 il Presidente Nursultan Nazarbaev ha firmato la legge "Sulla difesa e le forze armate della Repubblica del Kazakistan" che articolava le forze armate riprendendo l'organizzazione di quelle sovietiche e che istituiva le forze di terra, costituendole sulla base della 32ª armata combinata sovietica stanziata in Kazakistan.
La crisi economica degli anni '90 ha provocato una progressiva diminuzione della spesa militare a cui ha fatto seguito lo scioglimento di diverse unità delle forze armate kazake. Le prime grandi unità ad essere chiuse furono la 40ª Armata, il 56º Corpo aereo e il 37º Corpo di difesa aerea. Diverse divisioni delle forze di terra sono state ridotte a depositi militari.
Il primo dispiegamento delle forze di terra avvenne nel 1992 durante la guerra civile in Tagikistan, quando un battaglione della 35ª Brigata di assalto aereo venne inviato nella Regione Autonoma di Gorno-Badachshan a supporto delle truppe di frontiera russe. Tra agosto 1992 e febbraio 2001 il Kazakistan dispiegò anche un battaglione combinato composto da truppe delle forze terrestri, truppe interne del Ministero dell'Interno e da truppe della Guardia di frontiera per presidiare il confine tra Tagikistan e Afghanistan.
Nel 2003 le forze navali sono state separate dalle forze terrestri, andando a costituire una forza autonoma all'interno delle forze armate kazake, e sono state istituite le truppe aviotrasportate, le truppe missilistiche e il Corpo di artiglieria, che successivamente vennero riaccorpati all'esercito.
Tra il 2003 e il 2008 un distaccamento di zappatori delle Truppe d'assalto aviotrasportate è stato impiegato nella Coalizione multinazionale in Iraq.

## Organizzazione
L'esercito kazako è composto per circa il 70% da professionisti e per il restante 30% da coscritti. Il servizio di leva interessa cittadini maschi tra i 18 e i 27 anni e ha durata di 12 mesi. Al termine del servizio di leva è possibile rimanere nell'esercito come professionista dopo il completamento di un corso della durata di un mese presso una scuola militare e dopo il pagamento di una somma di denaro.
Il Comandante in capo delle Forze armate è il Presidente in carica. Il comando delle forze di terra si trova ad Astana, mentre il comando delle truppe aviotrasportate si trova ad Almaty.
Il 6 luglio 2000 sono stati creati quattro nuovi Distretti Militari:
- Distretto Militare Centrale, che comprende le Regioni di Aqmola, Karaganda, Qostanay e del Kazakistan Settentrionale
- Distretto Militare Orientale, che comprende le Regioni di Pavlodar e del Kazakistan Orientale
- Distretto Militare Occidentale, che comprende le Regioni del Kazakistan Orientale, di Atyrau, di Mangghystau e di Aqtöbe
- Distretto Militare Meridionale, che comprende le Regioni di Qyzylorda, di Turkistan, di Zhambyl e di Almaty

Il 7 maggio 2003 i Distretti Militari sono stati rinominati Comandi regionali:
- il Comando regionale "Astana" corrisponde al Distretto Militare Centrale e il suo quartier generale si trova a Karaganda
- il Comando regionale "Est" corrisponde al Distretto Militare Orientale e il suo quartier generale si trova a Semej
- il Comando regionale "Ovest" corrisponde al Distretto Militare Occidentale e il suo quartier generale si trova a Atyrau
- il Comando regionale "Sud" corrisponde al Distretto Militare Meridionale ad eccezione della guarnigione di Usharal e il suo quartier generale si trova a Taraz

Comandi regionali del Kazakistan

### Comando regionale "Astana"
- 7ª Brigata meccanizzata separata (Karaganda)
- Reggimento speciale da ricognizione (Aqtas)
- 401ª Brigata di artiglieria (Priozersk)

### Comando regionale "Est"
- 3ª Brigata meccanizzata delle guardie separata (Usharal)
- 4ª Brigata meccanizzata separata (Öskemen)
- 8ª Brigata meccanizzata separata (Semej)
- 11ª Brigata corazzata (Ayagoz)
- Reparti di artiglieria (Semej e Usharal)
- Reggimento speciale da ricognizione separato (Semej)

### Comando regionale "Ovest"
- 390ª Brigata di fanteria di marina delle guardie separata (Aktau)
- 100ª Brigata di artiglieria (Aqtöbe)
- Reggimento da ricognizione separato (Atyrau)
- Battaglione di fucilieri motorizzati separato (Aqtöbe)
- Battaglione di fucilieri motorizzati separato (Beyneu)

### Comando regionale "Sud"
- 5ª Brigata di fucilieri da montagna (Taraz)
- 6ª Brigata meccanizzata (Šymkent)
- Reggimento di ranger a cavallo separato (Bauyržan Momyšuly)
- 12ª Brigata meccanizzata (Gvardejskij)
- 54ª Brigata di artiglieria delle guardie (Gvardejskij)
- 23º Battaglione ingegneri zappatori (Gvardejskij)
- 221ª Brigata di comunicazioni separata (Taraz)
- 232ª Brigata ingegneri (Kapchagay)
- Centro di addestramento delle forze terrestri "Karasai Batyr" (Gvardejskij)

### Truppe d'assalto aviotrasportate

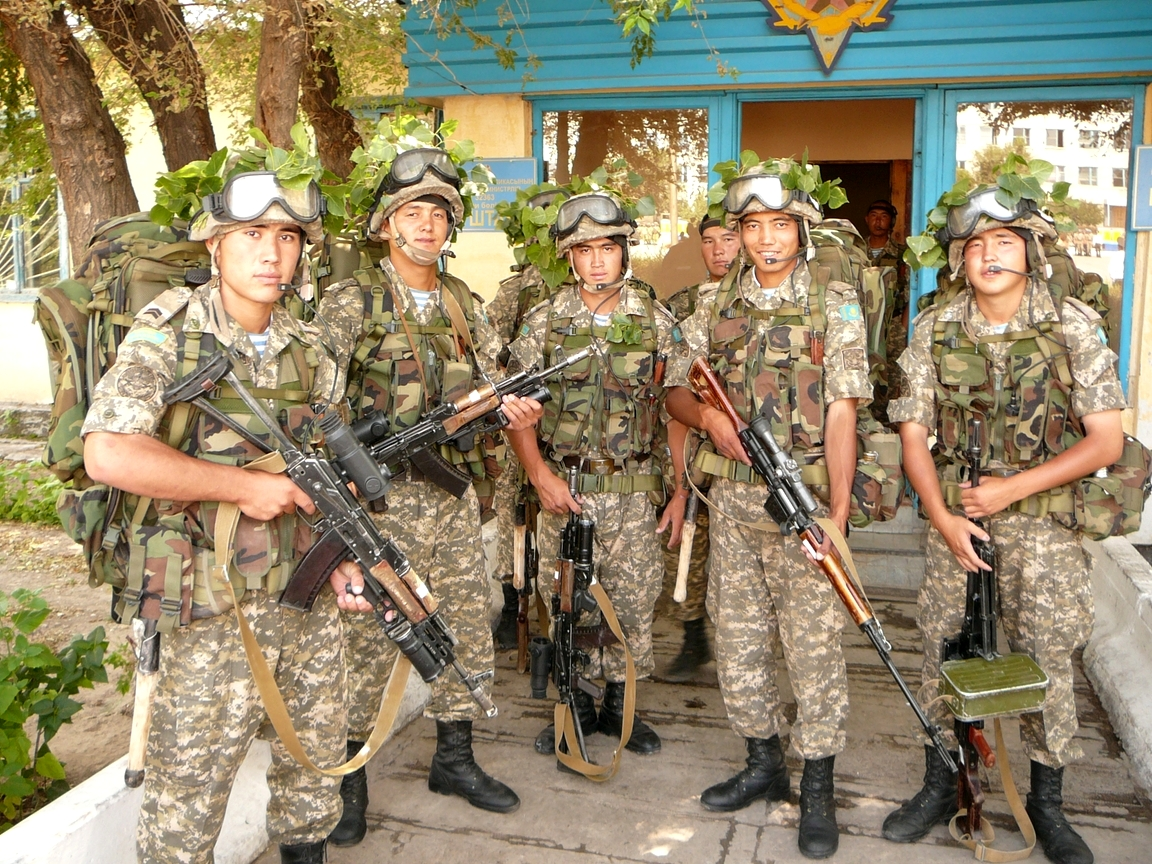
Paracadutisti della 35ª Brigata d'assalto aereo delle guardie

Le truppe aviotrasportate kazake sono state create nel 2000 con la denominazione di Forze mobili sulla base della 35ª Brigata d'assalto aereo delle guardie, ereditata dall'Unione Sovietica al momento della sua dissoluzione. Nell'aprile 2003 è stata istituita la 37ª Brigata d'assalto aereo separata e nell'ottobre dello stesso anno è stata istituita la 36ª Brigata d'assalto aereo separata. Il 12 novembre 2003 le Forze mobili hanno assunto la denominazione attuale. Nel 2004 la 1ª Brigata di fucilieri motorizzati separata è stata riassegnata alle truppe aviotrasportate ed è stata rinominata 38ª Brigata d'assalto.
Le truppe d'assalto aviotrasportate sono costituite da:
- 35ª Brigata d'assalto aereo delle guardie (Kapchagay)
- 36ª Brigata d'assalto aereo (Astana)
- 37ª Brigata d'assalto aereo (Taldyqorğan)
- 38ª Brigata d'assalto aereo (Almaty)
- 43ª Brigata corazzata (Sary-Ozek)
- 44ª Brigata di artiglieria (Sary-Ozek)
- Brigata di comunicazioni separata (Boralday)
- Reggimento da ricognizione separato (Taldyqorğan)
- Battaglione CBRN separato (Kapchagay)

## Equipaggiamento

### Armi individuali
| Modello                     | Immagine | Tipo                    | Calibro              | Origine          | Note                                       |
| Pistole                     | Pistole  | Pistole                 | Pistole              | Pistole          | Pistole                                    |
| --------------------------- | -------- | ----------------------- | -------------------- | ---------------- | ------------------------------------------ |
| Pistolet Makarova           |          | Pistola semiautomatica  | 9 × 18 mm Makarov    | Unione Sovietica |                                            |
| MP-443 Grach                |          | Pistola semiautomatica  | 9 × 19 mm Parabellum | Russia           |                                            |
| Fucili d'assalto            |          |                         |                      |                  |                                            |
| AKM                         |          | Fucile d'assalto        | 7,62 × 39 mm         | Unione Sovietica | Nella riserva.                             |
| AK-74                       |          | Fucile d'assalto        | 5,45 × 39 mm         | Unione Sovietica | [ 11 ]                                     |
| AKS-74                      |          | Fucile d'assalto        | 5,45 × 39 mm         | Unione Sovietica | [ 11 ]                                     |
| AK-74M                      |          | Fucile d'assalto        | 5,45 × 39 mm         | Russia           |                                            |
| Beretta ARX 160             |          | Fucile d'assalto        | 7,62 × 39 mm         | Italia           | In servizio dal 2013 nelle forze speciali. |
| Mitragliatrici              |          |                         |                      |                  |                                            |
| PK                          |          | Mitragliatrice media    | 7,62 × 54 mm R       | Unione Sovietica |                                            |
| PKP Pecheneg                |          | Mitragliatrice media    | 7,62 × 54 mm R       | Russia           |                                            |
| NSV                         |          | Mitragliatrice pesante  | 12,7 × 108 mm        | Unione Sovietica |                                            |
| Fucili di precisione        |          |                         |                      |                  |                                            |
| Dragunov SVD                |          | Fucile di precisione    | 7,62 × 54 mm R       | Unione Sovietica |                                            |
| Lanciagranate e lanciarazzi |          |                         |                      |                  |                                            |
| GP-30                       |          | Lanciagranate           | 40 mm                | Unione Sovietica |                                            |
| Beretta GLX 160             |          | Lanciagranate           | 40 mm                | Italia           | [ 12 ]                                     |
| RPG-7                       |          | Lanciarazzi anticarro   | 40 mm                | Unione Sovietica | [ 13 ]                                     |
| RPO-A Shmel                 |          | Lanciarazzi termobarico | 93 mm                | Unione Sovietica |                                            |

### Artiglieria
| Modello                 | Immagine  | Calibro                     | Origine                  | In servizio | Note |
| Semoventi               | Semoventi | Semoventi                   | Semoventi                | Semoventi   | Semoventi |
| ----------------------- | --------- | --------------------------- | ------------------------ | ----------- | --- |
| 2S1 Gvozdika            |           | 122 mm                      | Unione Sovietica         | 60          | |
| Semser                  |           | 122 mm                      | Israele Kazakistan       | 6           | Obice da 122 mm D-30 installato su un KamAZ-6350. Sviluppato dall'israeliana Soltam su richiesta del Ministero della difesa kazako e prodotto in Kazakistan.                                          |
| 2S3 Akatsiya            |           | 152 mm                      | Unione Sovietica         | 60          | |
| Obici                   |           |                             |                          |             | |
| 122 mm D-30             |           | 122 mm                      | Unione Sovietica         | 100         | |
| 152 mm D-20             |           | 152 mm                      | Unione Sovietica         | 24          | |
| 2A65 Msta-B             |           | 152 mm                      | Unione Sovietica         | 70          | |
| Artiglieria controcarri |           |                             |                          |             | |
| MT-12                   |           | 100 mm                      | Unione Sovietica         | 20          | |
| Lanciarazzi multipli    |           |                             |                          |             | |
| BM-21                   |           | 122 mm                      | Unione Sovietica         | 80          | |
| 9K53 Prima              |           | 122,4 mm                    | Unione Sovietica         | ?           | Un numero sconosciuto di veicoli è ancora in organico in attesa di essere ammodernato. |
| BM-27 Uragan            |           | 220 mm                      | Unione Sovietica         | ?           | Un numero sconosciuto di veicoli è ancora in servizio. |
| TOS-1A                  |           | 220 mm                      | Russia                   | 3           | |
| BM-30 Smerch            |           | 300 mm                      | Unione Sovietica         | 6           | |
| Naiza                   |           | 122 mm 220 mm 240 mm 300 mm | Israele Kazakistan       | 18          | Lanciarazzi multiplo derivato dall'israeliano PULS e prodotto in Kazakistan in grado di lanciare munizioni da 122 mm, 220 mm, 240 mm e 300 mm.                                                        |
| Mortai                  |           |                             |                          |             | |
| 2B11                    |           | 120 mm                      | Unione Sovietica         | 45          | |
| Aibat                   |           | 120 mm                      | Unione Sovietica Israele | 18          | Mortai 2B11 aggiornati da Soltam con componenti del Cardom e installati su altrettanti MT-LB. Il contratto, firmato nel 2007, prevedeva la consegna di 28 esemplari consegnati tra il 2008 e il 2009. |

### Veicoli
| Modello                                    | Immagine     | Tipo                          | Origine                 | In servizio  | Note                                                                               |
| Carri armati                               | Carri armati | Carri armati                  | Carri armati            | Carri armati | Carri armati                                                                       |
| ------------------------------------------ | ------------ | ----------------------------- | ----------------------- | ------------ | ---------------------------------------------------------------------------------- |
| T-72BA                                     |              | Carro armato da combattimento | Unione Sovietica Russia | 350          |                                                                                    |
| Cacciacarri                                |              |                               |                         |              |                                                                                    |
| 9P149 Šturm                                |              | Cacciacarri                   | Unione Sovietica        | 6            |                                                                                    |
| BMPT Terminator                            |              | Cacciacarri                   | Russia                  | 3            |                                                                                    |
| Veicoli da ricognizione                    |              |                               |                         |              |                                                                                    |
| BRDM-2                                     |              | Veicolo da ricognizione       | Unione Sovietica        | 40           |                                                                                    |
| BRM-1                                      |              | Veicolo da ricognizione       | Unione Sovietica        | 60           |                                                                                    |
| Veicoli da combattimento della fanteria    |              |                               |                         |              |                                                                                    |
| BMP-2                                      |              | IFV                           | Unione Sovietica        | 280          |                                                                                    |
| BTR-80A                                    |              | IFV                           | Russia                  | 70           |                                                                                    |
| BTR-82A                                    |              | IFV                           | Russia                  | 63           |                                                                                    |
| Veicoli trasporto truppe                   |              |                               |                         |              |                                                                                    |
| MT-LB                                      |              | APC                           | Unione Sovietica        | 50           |                                                                                    |
| BTR-80                                     |              | APC                           | Unione Sovietica        | 150          |                                                                                    |
| BTR-3E                                     |              | APC                           | Ucraina                 | 2            |                                                                                    |
| Arlan                                      |              | APC                           | Sudafrica Kazakistan    | 138          | Marauder prodotto localmente su licenza da Kazakhstan Paramount Engineering.       |
| Otokar Cobra                               |              | IMV                           | Turchia                 | 17           |                                                                                    |
| Alan                                       |              | IMV                           | Israele Kazakistan      | ?            | Modifica del Plasan Sand Cat prodotta localmente Kazakhstan Paramount Engineering. |
| Veicoli utility                            |              |                               |                         |              |                                                                                    |
| High Mobility Multipurpose Wheeled Vehicle |              | Veicolo tattico leggero       | Stati Uniti             | 40           |                                                                                    |
| GAZ-2330 Tigr                              |              | Veicolo tattico leggero       | Russia                  |              |                                                                                    |
| Autocarri                                  |              |                               |                         |              |                                                                                    |
| KamAZ-6350                                 |              | Autocarro                     | Russia                  |              |                                                                                    |
| KrAZ-6446                                  |              | Trattore stradale             | Ucraina                 |              |                                                                                    |

### Mezzi aerei
| Aeromobile                     | Immagine                       | Origine                        | Tipo                           | In servizio                    | Note                           |
| Aeromobili a pilotaggio remoto | Aeromobili a pilotaggio remoto | Aeromobili a pilotaggio remoto | Aeromobili a pilotaggio remoto | Aeromobili a pilotaggio remoto | Aeromobili a pilotaggio remoto |
| ------------------------------ | ------------------------------ | ------------------------------ | ------------------------------ | ------------------------------ | ------------------------------ |
| Elbit Skylark                  |                                | Israele                        | UAV                            | ?                              | [ 13 ]                         |

### Missili
| Modello           | Immagine          | Tipo                             | Origine           | Note                            |
| Missili anticarro | Missili anticarro | Missili anticarro                | Missili anticarro | Missili anticarro               |
| ----------------- | ----------------- | -------------------------------- | ----------------- | ------------------------------- |
| 9K114 Šturm       |                   | Missile radioguidato             | Unione Sovietica  | [ 14 ]                          |
| 9K111 Fagot       |                   | Missile filoguidato              | Unione Sovietica  | [ 14 ]                          |
| 9M113 Konkurs     |                   | Missile filoguidato              | Unione Sovietica  | Alcuni installati sugli Humvee. |
| 9K115 Metis       |                   | Missile filoguidato              | Unione Sovietica  | [ 14 ]                          |
| Missili balistici |                   |                                  |                   |                                 |
| OTR-21 Točka      |                   | Missile balistico a corto raggio | Unione Sovietica  | 12 in servizio nel 2022.        |

## Gradi e insegne

### Generali
| Rango          | Generali                                   | Generali                              | Generali                             | Generali                           | Generali                       |
| -------------- | ------------------------------------------ | ------------------------------------- | ------------------------------------ | ---------------------------------- | ------------------------------ |
| Controspallina |                                            |                                       |                                      |                                    |                                |
| Grado          | Comandante supremo Жоғарғы Бас қолбасшының | Generale dell'esercito Армия генералы | Colonnello generale Генерал-Полҝвниҝ | Tenente generale Генерал-лейтенант | Maggior generale Генерал-майор |

### Ufficiali
| Rango          | Ufficiali superiori | Ufficiali superiori       | Ufficiali superiori | Ufficiali inferiori | Ufficiali inferiori            | Ufficiali inferiori | Cadetti                 |
| -------------- | ------------------- | ------------------------- | ------------------- | ------------------- | ------------------------------ | ------------------- | ----------------------- |
| Controspallina |                     |                           |                     |                     |                                |                     |                         |
| Grado          | Polkovnik Полковник | Podpolkovnik Подполковник | Maggiore Майор      | Capitano Капитан    | Tenente maggiore Аға лейтенант | Tenente Лейтенант   | Allievo ufficiale Кадет |

### Sottufficiali e truppa
| Rango          | Sergenti superiori          | Sergenti superiori           | Sergenti maggiori                                | Sergenti maggiori                                 | Sergenti maggiori                               | Sergenti                      | Sergenti         | Sergenti                        | Truppa            | Truppa                     |
| -------------- | --------------------------- | ---------------------------- | ------------------------------------------------ | ------------------------------------------------- | ----------------------------------------------- | ----------------------------- | ---------------- | ------------------------------- | ----------------- | -------------------------- |
| Controspallina |                             |                              |                                                  |                                                   |                                                 |                               |                  |                                 |                   |                            |
| Grado          | Sergente capo Шебер-сержант | Sergente scelto Штаб-сержант | Sergente di prima classe Бірінші сыныпты сержант | Sergente di seconda classe Екінші сыныпты сержант | Sergente di terza classe Үшінші сыныпты сержант | Sergente maggiore Аға сержант | Sergente Сержант | Sergente inferiore Кіші сержант | Efrejtor Ефрейтор | Soldato Қатардағы жауынгер |